# Commissioner der NBA
Der Commissioner der NBA ist der Präsident und Geschäftsführer der National Basketball Association (NBA). Amtsinhaber ist der US-amerikanische Jurist Adam Silver, der den Posten am 1. Februar 2014 von seinem Amtsvorgänger David Stern übernahm und mindestens bis zum Ende der NBA-Saison 2029/30 unter Vertrag steht. Das Gehalt beträgt ca. 10 Millionen US-Dollar pro Jahr.

## Liste der NBA Commissioner
| Nummer | Bild | Name              | Start der Amtszeit | Ende der Amtszeit | Länge der Amtszeit          |
| ------ | ---- | ----------------- | ------------------ | ----------------- | --------------------------- |
| 1.     |      | Maurice Podoloff  | 6. Juni 1946       | 30. April 1963    | 16 Jahre und 328 Tage       |
| 2.     |      | J. Walter Kennedy | 1. Mai 1963        | 31. Mai 1975      | 12 Jahre und 30 Tage        |
| 3.     |      | Larry O'Brien     | 1. Juni 1975       | 31. Januar 1984   | 8 Jahre und 244 Tage        |
| 4.     |      | David Stern       | 1. Februar 1984    | 31. Januar 2014   | 29 Jahre und 364 Tage       |
| 5.     |      | Adam Silver       | 1. Februar 2014    | Amtsinhaber       | seit 11 Jahren und 34 Tagen |

## Exemplarische Aufgaben
- Vermarktung und Verhandlung von Fernsehrechten
- Vermarktung der Liga
- Verhandlungen mit NBA-Teams
- Erweiterung und Weiterentwicklung der Liga
- Verlegung von Teamstandorten und Spielstätten
- Streitschlichtung
- Überwachung von Spielertransfers
- Einführung und Überwachung  von Gesundheits- und Antidrogenprogammen
- Auflegen von Stipendienprogrammen und Jugendförderung
- Kontrolle und Änderungen von Spielregeln
- Verhängung von Strafen und Geldstrafen
- Verhandlungen von Tarifverträgen, dem NBA Collective Bargaining Agreement (CBA)
- Festlegung einer Kleiderordnung
- Durchführung der Draft Lottery und des NBA Draft
- Kontrolle über Ehrungen und Auszeichnungen
- Koordinierung von Extremsituationen, wie Lockout (Streik, Aussperrung) oder der COVID-19-Pandemie
- exemplarische Nachweise[3][4][5][6][7]